# Coupe d'Angleterre de football 1991-1992
Navigation
Coupe d'Angleterre 1990-1991 Coupe d'Angleterre 1992-1993
La coupe d'Angleterre de football 1991-1992 est la 111e édition de la coupe d'Angleterre de football. Liverpool remporte sa cinquième coupe d'Angleterre de football au détriment de Sunderland sur le score de 2-0, au cours d'une finale jouée dans l'enceinte du stade de Wembley à Londres.

## Demi-finales
| 5 avril 1992 | Liverpool   | 1–1 | Portsmouth    | Highbury, Londres                                |                                                  |
|              | Whelan 116e |     | Anderton 111e | Spectateurs : 41 869 Arbitrage : Martin Bodenham | Spectateurs : 41 869 Arbitrage : Martin Bodenham |

| 5 avril 1992 | Norwich City | 0–1 | Sunderland           | Hillsborough, Birmingham                      |                                               |
|              |              |     | Bryne 34e (Atkinson) | Spectateurs : 40 102 Arbitrage : Neil Midgley | Spectateurs : 40 102 Arbitrage : Neil Midgley |

### Match rejoué
| 13 avril 1992 | Portsmouth      | 0–0 | Liverpool | Villa Park, Birmingham                           |
|               |                 |     |           | Spectateurs : 40 077 Arbitrage : Martin Bodenham |
|               | Tirs au but 1–3 |     |           |                                                  |

## Finale
| · |  |
| Titulaires : |  |
| |  |
| 1 Bruce Grobbelaar 2 Rob Jones 6 David Burrows 3 Steve Nicol 5 Jan Mølby 4 Mark Wright (c) 7 Dean Saunders 8 Ray Houghton 9 Ian Rush 11 Steve McManaman 10 Michael Thomas |  |
| Remplaçants : |  |
| 12 Mike Marsh 14 Mark Walters |  |
| Entraîneur : |  |
| Graeme Souness |  |

| Sunderland · |  |
| Titulaires : |  |
| |  |
| 1 Tony Norman · 2 Gary Owers · 3 Kevin Ball · 4 Gary Bennett · 5 Anton Rogan · 6 David Rush 69e · 7 Paul Bracewell (c) · 8 Peter Davenport · 9 Gordon Armstrong 77e · 10 John Byrne · 11 Brian Atkinson · |  |
| Remplaçants : |  |
| 12 Paul Hardyman 69e · 14 Warren Hawke 77e · |  |
| Entraîneur : |  |
| Malcolm Crosby |  |

| · |  |
| Titulaires : |  |
| |  |
| 1 Bruce Grobbelaar 2 Rob Jones 6 David Burrows 3 Steve Nicol 5 Jan Mølby 4 Mark Wright (c) 7 Dean Saunders 8 Ray Houghton 9 Ian Rush 11 Steve McManaman 10 Michael Thomas |  |
| Remplaçants : |  |
| 12 Mike Marsh 14 Mark Walters |  |
| Entraîneur : |  |
| Graeme Souness |  |

| Sunderland · |  |
| Titulaires : |  |
| |  |
| 1 Tony Norman · 2 Gary Owers · 3 Kevin Ball · 4 Gary Bennett · 5 Anton Rogan · 6 David Rush 69e · 7 Paul Bracewell (c) · 8 Peter Davenport · 9 Gordon Armstrong 77e · 10 John Byrne · 11 Brian Atkinson · |  |
| Remplaçants : |  |
| 12 Paul Hardyman 69e · 14 Warren Hawke 77e · |  |
| Entraîneur : |  |
| Malcolm Crosby |  |